# Exki
Exki (stylisée « EXKi ») est une chaîne belge de restauration rapide haut de gamme fondée en 2001.

## Histoire
Le concept a été élaboré en 1999 par Frédéric Rouvez, Arnaud de Meeûs et Nicolas Steisel et le premier restaurant Exki a ouvert sur la porte de Namur à Bruxelles en 2001[source insuffisante]. En septembre 2001, un deuxième restaurant bruxellois a été créé sur la rue Neuve.

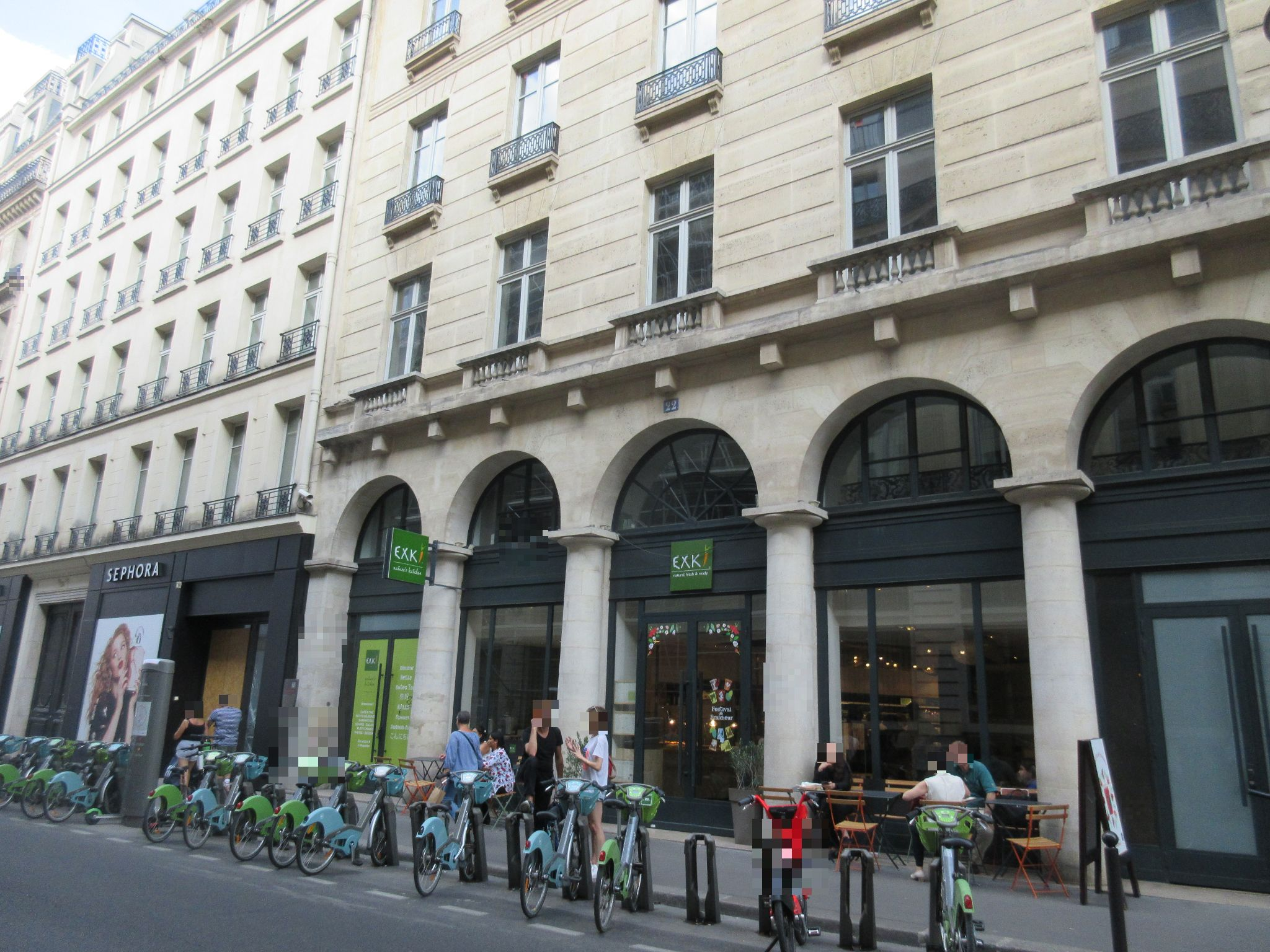
EXKi, 22 Rue de la Chaussée d'Antin, 75009 Paris, France.

En janvier 2002, le premier Exki hors Bruxelles est ouvert à Anvers. En 2004, Exki s'implante en Italie, à Turin. En 2006, le premier restaurant fut créé en France. Par la suite, la société investit les marchés en Belgique, en France, au Luxembourg et dans les aéroports internationaux de Bruxelles-National et Paris-Charles-de-Gaulle. En 2011, Exki s'implante aux Pays-Bas à La Haye.
En 2011, la chaîne prévoit de s'installer à New York en 2014,. Au 1er mai 2016, EXKi compte plus de 80 restaurants.[réf. nécessaire]
En 2012, l'enseigne compte quelque 70 restaurants situés pour la plupart en Belgique et en France, mais aussi en Italie, au Luxembourg et aux Pays-Bas. Au 1er août 2016, Exki compte 24 restaurants en France.[réf. nécessaire]
En décembre 2016, Exki ferme ses deux enseignes à New-York.
En 2018, l'entreprise compte 40 restaurants en Belgique, dont 24 intégrés et 16 franchisés. Après l'échec de son implantation aux États-Unis, la chaîne ouvre des restaurants en Espagne et en Allemagne. La France est en 2018 le premier marché d'EXKi.
Stan Monheim est nommé CEO en mars 2024.